# Safe (2012)
Safe é um filme de ação escrito e dirigido por Boaz Yakin. Foi realizado em 2012 e protagonizado por Jason Statham, Catherine Chan e Chris Sarandon.

## Enredo
Mei (Catherine Chan), uma criança chinesa superdotada com dez anos de idade, apresenta excelentes capacidades de cálculo mental. Com o crescente interesse pelo seu potencial matemático por parte de várias organizações corruptas, a criança é raptada em Nanking pelas Tríades e enviada para os Estados Unidos pelo seu chefe Han Jiao (James Hong), para servir como "contabilista" em ações dos seus golpes de extorsão.
Uma vez que Mei memoriza imensas extensões numéricas, ela é forçada, em ameaça à morte da sua mãe, a trabalhar com Quan Chang (Reggie Lee), o seu pai adotivo,  na contabilidade das suas ilegais negociações. Luke Wright (Jason Statham) é um lutador de MMA pertencente ao segundo plano do diversificado circuito de artes marciais de New Jersey. Quando fracassa um combate previamente estipulado pela Máfia Russa, a sua mulher é assassinada, posteriormente é ameaçado pela morte de todos os seus amigos ou quem com ele se relacione. Agora sem casa, sem meios de subsistência e completamente isolado da sociedade, Luke vagueia pelas ruas de Nova Iorque, sem propósito algum e perto do suicídio. Uma grande movimentação começa a agitar a cidade, quando o chefe da Tríade, Han Jiao, aparece em Nova Iorque e dá a Mei um número secreto para memorizar.
Em todo o processo para a utilização desse número com um objectivo que ela própria desconhece, Mei é violentamente raptada das Tríades pela Máfia Russa, que pretende a informação que ela havia memorizado, seja pois o código. O mesmo acontece com o corrupto Capitão Wolf (Robert John Burke), da Polícia de Nova Iorque. Mei consegue escapar, contudo não consegue sobreviver sozinha por muito tempo. De pé na plataforma de uma estação de metropolitano prestes a atirar-se para debaixo de um comboio, Luke Wright vê a jovem e aterrorizada criança a ser perseguida por criminosos russos. Luke apercebe-se de que algo está errado e vê-se obrigado a uma só decisão dentre aquela de continuar na sua espiral de auto-destruição ou lutar novamente para ajudar uma criança desconhecida mas em perigo. Luke decide regressar à vida e no decurso de uma angustiante noite percorre o submundo da escuridão citadina para salvar Mei e redimir-se a si próprio.

## Elenco
- Jason Statham como Luke Wright[6]
- Catherine Chan como Mei
- Chris Sarandon como Mayor Tremello
- Robert John Burke como Captão Wolf
- James Hong como Han Jiao[6]
- Reggie Lee como Quan Chang
- Danny Hoch como Julius Barkow[6]
- Danni Lang como Ling[7]
- Igor Jijikine como Shemyakin[8]
- David Kim como Triad[8]
- Anson Mount como Alex Rosen[8]

## Produção
Safe foi anunciado em 6 de maio de 2010, em um orçamento entorno de U$ 33 Milhões de dólares, o filme iniciou suas filmagens em outubro de 2010 na Filadélfia e Nova York. As cenas das filmagens na Filadélfia em Broad Street foram feitas nas noites e madrugadas de 17 de novembro, 18, e 19. A classe de uma escola católica no centro da Filadélfia foi utilizado para uma cena que descreve uma classe na China.
Nos Estados Unidos, o filme foi programado para ser lançado em 28 de outubro de 2011, mas acabou por ser adiado para 27 de abril de 2012. Em Portugal foi lançado em 17 de maio de 2012, no Brasil foi lançado diretamente em home video, sem passar por nenhuma sala de cinema.

## Recepção da crítica
Safe teve recepção mista por parte da crítica especializada. Com base na pontuação de 56% baseada de 106 avaliações, o Rotten Tomatoes chegou ao consenso: "Enquanto contundente e violentamente inventivo, Safe, em última instância é muito estereotipado para definir-se para além da embalagem de suspense de ação - incluindo alguns dos melhores filmes de sua estrela".